# Traíra
Traíra ou lobó (Hoplias spp.) é o gênero de peixes carnívoros de água doce da família Erythrinidae. A traíra pertence a um grupo de peixes desprovidos de nadadeira adiposa.
É um dos peixes mais populares do Brasil, presente em quase todos os açudes, lagos, lagoas e rios. Nas regiões que oferecem boa alimentação, é comum que atinjam 69 centímetros de comprimento, e alguns exemplares excedem 4 quilogramas de peso. Sua pesca é feita de anzol, com isca de peixe ou carne; mesmo jovens com alguns centímetros de comprimento  costumam atacar iscas em movimento, como as artificiais. Deve-se ter cuidado ao manipulá-la, pois costumam dar mordidas muito dolorosas e que sangram abundantemente. É indesejável em piscicultura, pois alimenta-se vorazmente de alevinos e peixes jovens de outras espécies. Tem marcada predileção por sombras e escuridão. É um peixe territorialista e canibal; protege suas crias até que se espalhem em meio a vegetação marginal.
Devido às características carnívoras e à sua predileção pelas sombras e escuridão, o vocábulo "traíra" também é utilizado como gíria no Brasil para identificar o indivíduo traidor, que age nas sombras, sorrateiramente delatando ou prejudicando seus colegas.

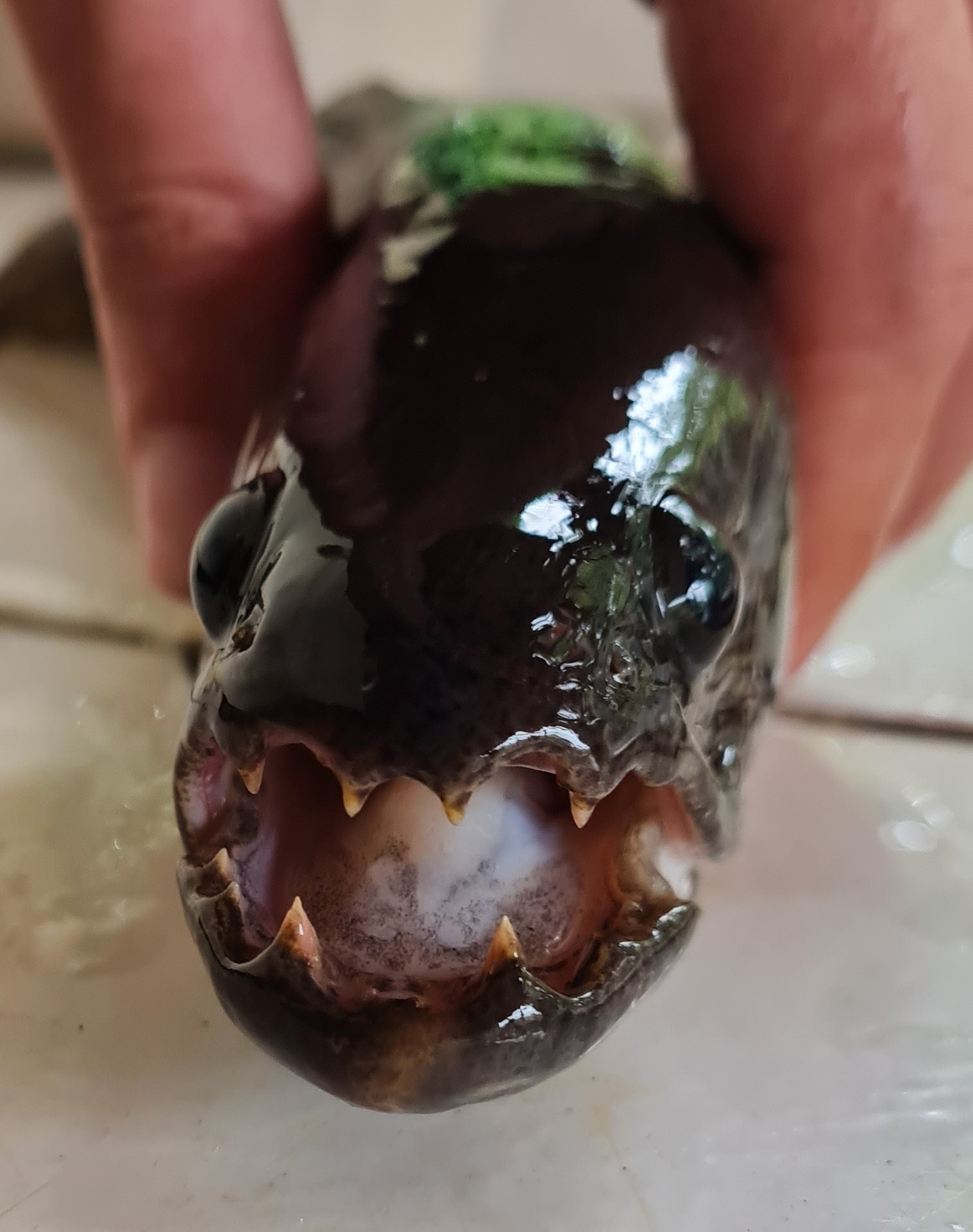
Visão frontal de uma traíra (Hoplias malabaricus).

É um peixe voraz, briguento, completamente territorial e muito esportivo. Possui dentes afiadíssimos e todo o cuidado é pouco no seu manuseio, pois além de tudo ela é extremamente lisa e escorregadia.
A traíra está ativa quando a água está quente, com temperatura acima de 18 °C. Ela habita locais de água parada e com vegetação aquática abundante. Pedaços de madeira, troncos caídos, latas, são um ótimo esconderijo para as traíras. Nos meses frios se enterram no fundo para suportarem a baixa temperatura da água.
A pesca com iscas artificiais é uma ótima opção para quem deseja capturá-las. Quanto às iscas naturais, pequenos peixes, rãs e minhocas são parte de seu cardápio predileto.
Tanto na pesca com iscas artificiais, ou então com as tradicionais varas de bambu, um líder grosso ou um empate de aço são recomendados, pois seus dentes são muito afiados. Se você estiver pescando com anzol simples, este deve preferencialmente ser de perna comprida, pois é uma segurança a mais.
As traíras podem atingir aproximadamente 70 centímetros de comprimento e 5 quilogramas de peso. Não se deve confundir a traíra com o trairão (Hoplias lacerdae) da Amazônia, que pode chegar a um comprimento de 1 metro e atingir um peso de até 18 quilogramas.

## Etimologia
O nome "traíra" tem origem na língua tupi antiga, por meio de tare'ira.

## Espécies
1. Hoplias aimara (Valenciennes in Cuvier et Valenciennes, 1847)[2]
2. Hoplias australis (Oyakawa & Mattox, 2009)[3]
3. Hoplias brasiliensis (Spix et Agassiz, 1829)[4]
4. Hoplias curupira (Oyakawa & Mattox, 2009)[5]
5. Hoplias lacerdae (Miranda Ribeiro, 1908)[6]
6. Hoplias macrophthalmus (Pellegrin, 1907)[7]
7. Hoplias malabaricus (Bloch, 1794)[8]
8. Hoplias microcephalus (Agassiz in Spix et Agassiz, 1829)[9]
9. Hoplias microlepis (Günther, 1864)[10]
10. Hoplias patana (Valenciennes in Cuvier et Valenciennes, 1847)[11]
11. Hoplias teres (Valenciennes in Cuvier et Valenciennes, 1847)[12]

## Nomes vernáculos
- Proto-Maku Oriental[13]:  *p'ôj
- Kwazá[14]: çunũtε
- Guató[15]: àpí
- Proto-Jê Meridional[16]: *kɑkɾo
- Proto-Tucano[17]: *t'hoje
- Proto-Chapacura[18]: *t'ikinˀ